# Eneoptera guyanensis
Eneoptera guyanensis är en insektsart som beskrevs av Lucien Chopard 1931. Eneoptera guyanensis ingår i släktet Eneoptera och familjen syrsor. Inga underarter finns listade i Catalogue of Life.